# Der Bockerer
Der Bockerer é um filme de drama austríaco de 1981 dirigido e escrito por Franz Antel. Foi selecionado como representante da Áustria à edição do Oscar 1982, organizada pela Academia de Artes e Ciências Cinematográficas.

## Elenco
- Karl Merkatz - Karl Bockerer
- Alfred Böhm - Hatzinger
- Hans Holt - Herr Hofrat
- Marte Harell
- Ida Krottendorf - Sabine (Binerl) Bockerer
- Rolf Kutschera